# Steinberg (Buckautal)
Steinberg ist ein Ortsteil der Gemeinde Buckautal  im Landkreis Potsdam-Mittelmark im Land Brandenburg und ist Teil des Amtes Ziesar. 2002 wurde Steinberg in die gleichzeitig aus den Gemeinden Buckau und Dretzen gebildete Gemeinde Buckautal eingemeindet. Steinberg liegt etwa vier Kilometer östlich Ziesars unmittelbar an der Bundesautobahn 2. Außerdem befindet sich das Dorf noch im Naturpark Hoher Fläming, dessen nördliche Grenze die Autobahn markiert. Bei Steinberg entspringen die Fließgewässer Strepenbach und Litzenbach.

## Sehenswürdigkeiten
Ausgewiesene Baudenkmale in Steinberg sind die Dorfkirche mit einem Kriegerdenkmal vor seiner Südseite und ein Wohnhaus mit ehemaliger Transformatorenstation.